# تردگار
تردگار (به انگلیسی: Tredegar، ولزی: [trɛˈde:ɡar]) یک شهرک در ولز است که در بلاینای گونت واقع شده‌است. تردگار ۹٬۴۷۳ نفر جمعیت دارد.